# Собор Святого Миколая (Монако)
Собор Святого Миколая або кафедральний собор Монако (фр. l'église Saint-Nicolas або фр. la cathédrale de Monaco), також відомий як Собор Непорочного Зачаття Богородиці (фр. Cathédrale Notre-Dame-Immaculée) — кафедральний храм католицької архієпархії Монако і водночас усипальниця князів Монако (в Монако-Вілль).

## Історія
Собор зведений 1875 року з білого каменя у романському стилі. На його місці стояла перша парафіяльна церква в Монако, збудована 1252 року на честь святого Миколая Чудотворця. Звертають на себе увагу іконостас (бл. 1500), що розташований праворуч від трансепта, Великий вівтар і єпископський престол з білого каррарського мармуру. Інтер'єр собору прикрашають картини живописця Луї Бреа.

## Призначення
Папські відправи відбуваються на великі релігійні свята такі, як день святої Девоти (27 січня), і Національний день (19 листопада). У святкові дні в храмі звучить орган, установлений 1976 року.
В кафедральному соборі, за участі архієпископа Монако, відбувається церемонії коронації нового Князя Монако.
З вересня до червня під час мес щонеділі о 10:00 ранку співають «Les Petits Chanteurs de Monaco» та шкільний хор собору. Також щороку 6 грудня з нагоди дня святого Миколая у храмі виступають діти молодшого віку.
У соборі Святого Миколая багато відомих людей освячують свій шлюб. 1956 року в храмі князь Монако Реньє III обвінчався з актрисою Ґрейс Келлі.
У храмі поховано багато представників роду Грімальді, зокрема Ґрейс Келлі та князь Реньє III.

## Галерея

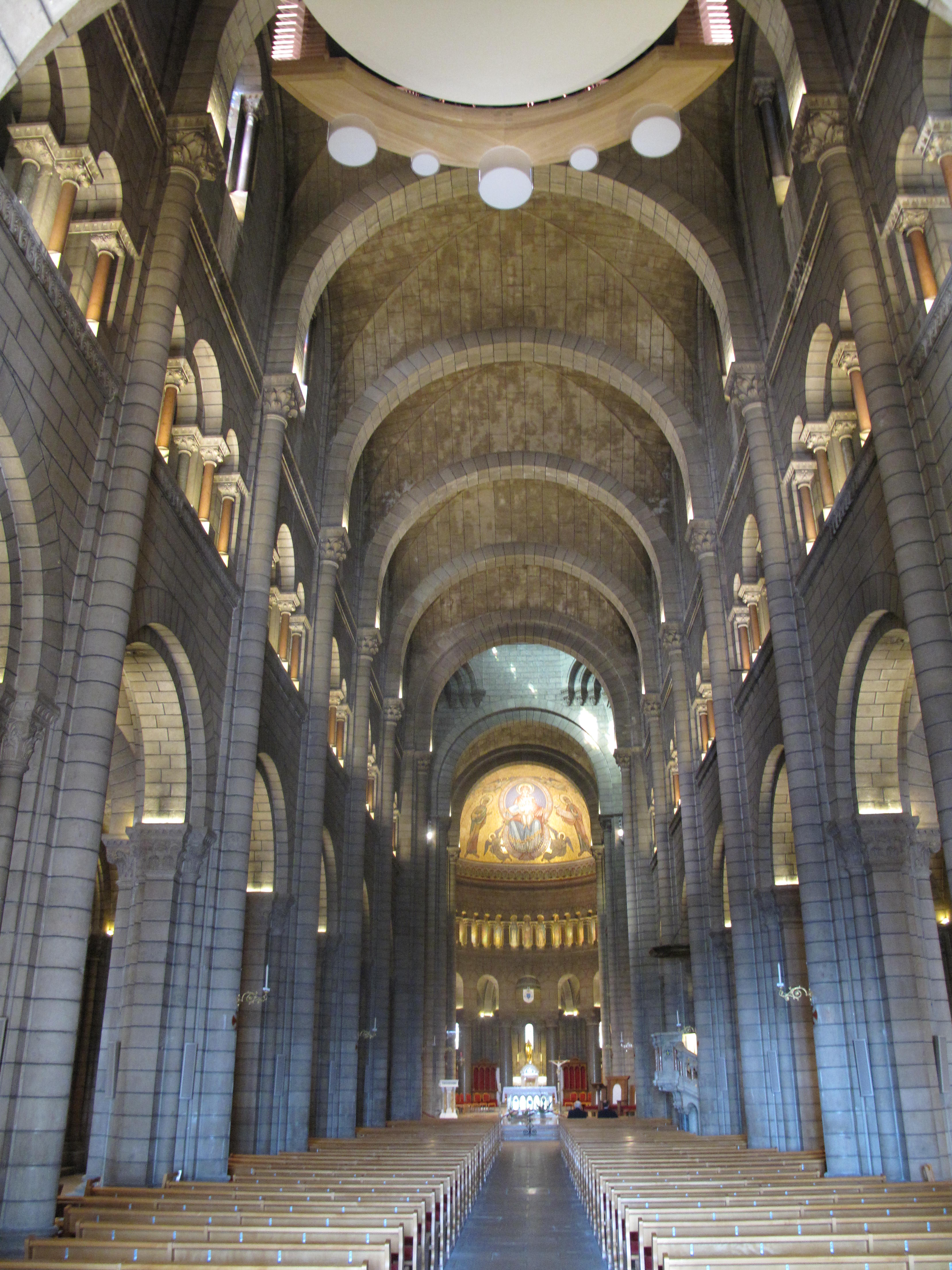
У соборі
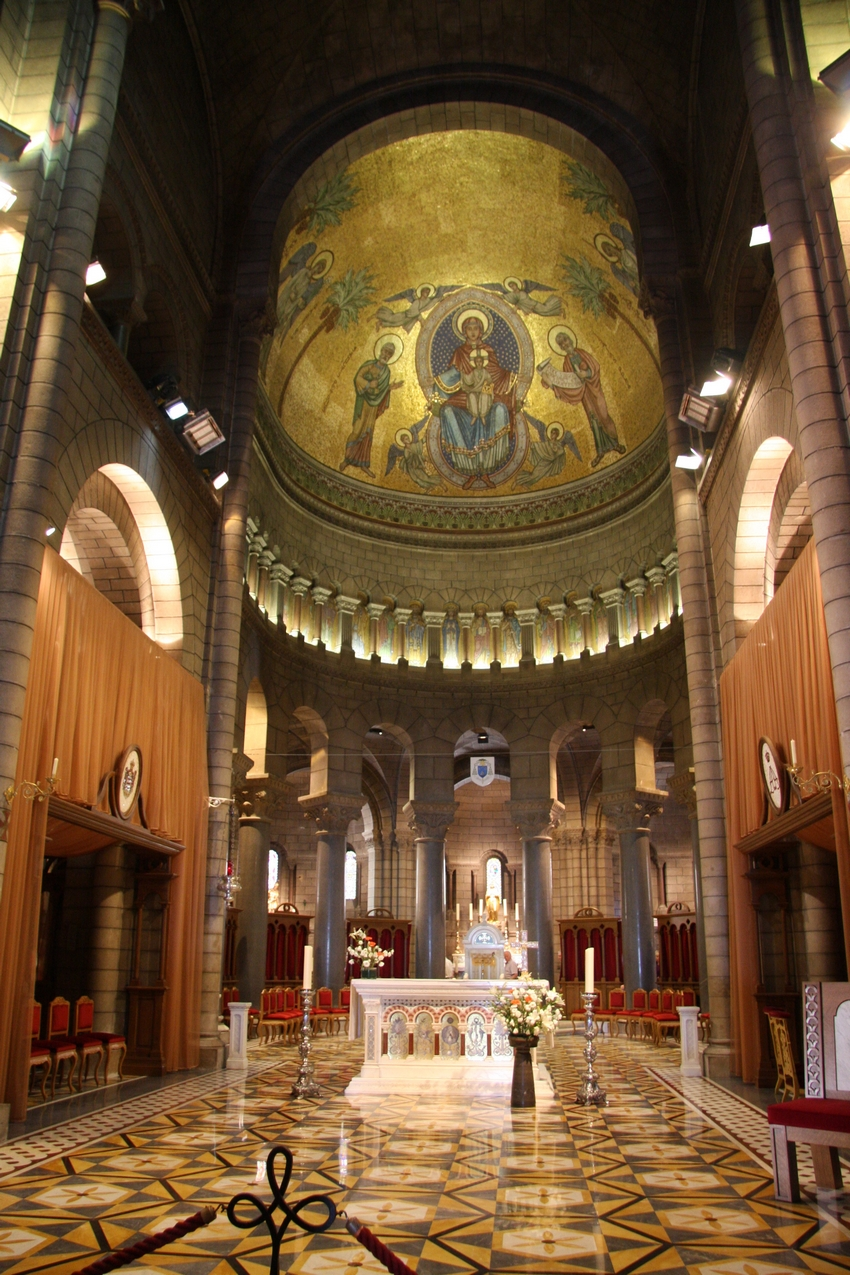
Вівтар
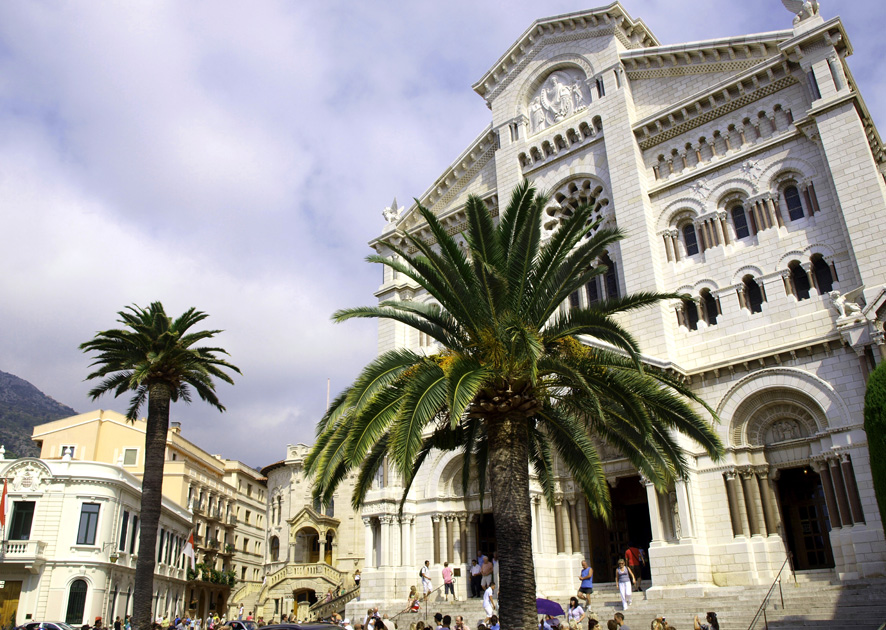
Собор Св. Миколая в Монако-Віллі
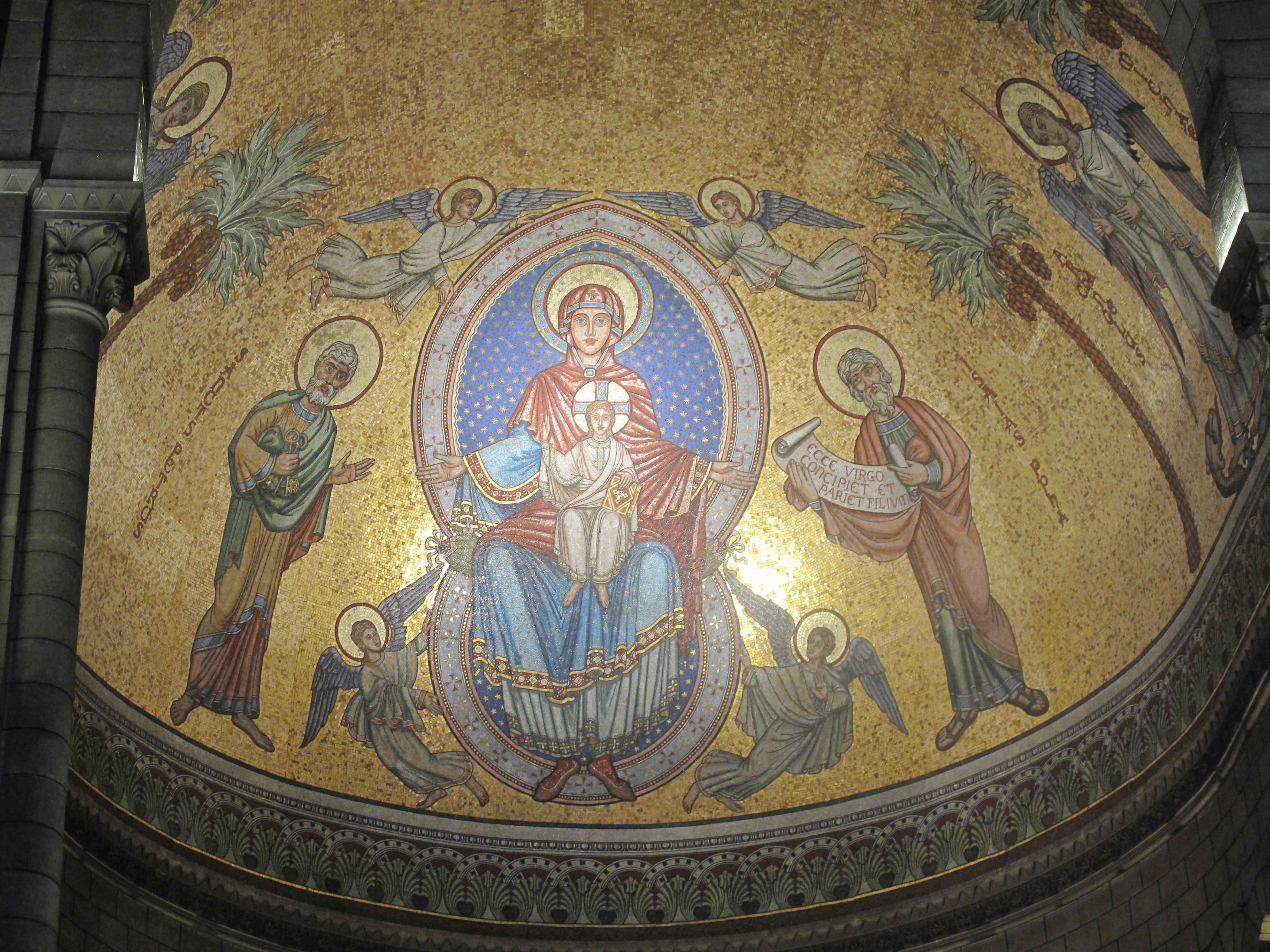
Мозаїка в соборі
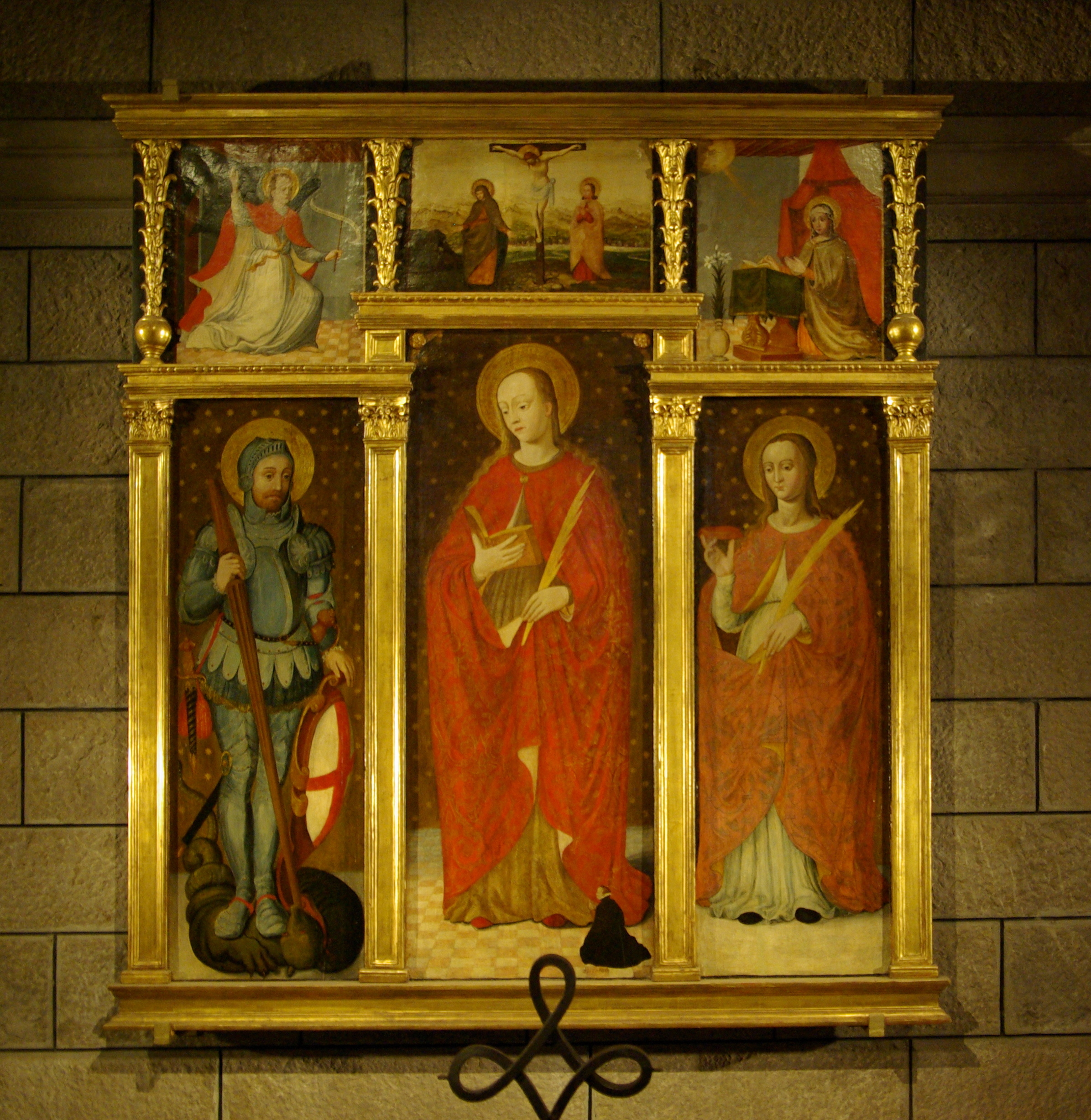
Свята Девота
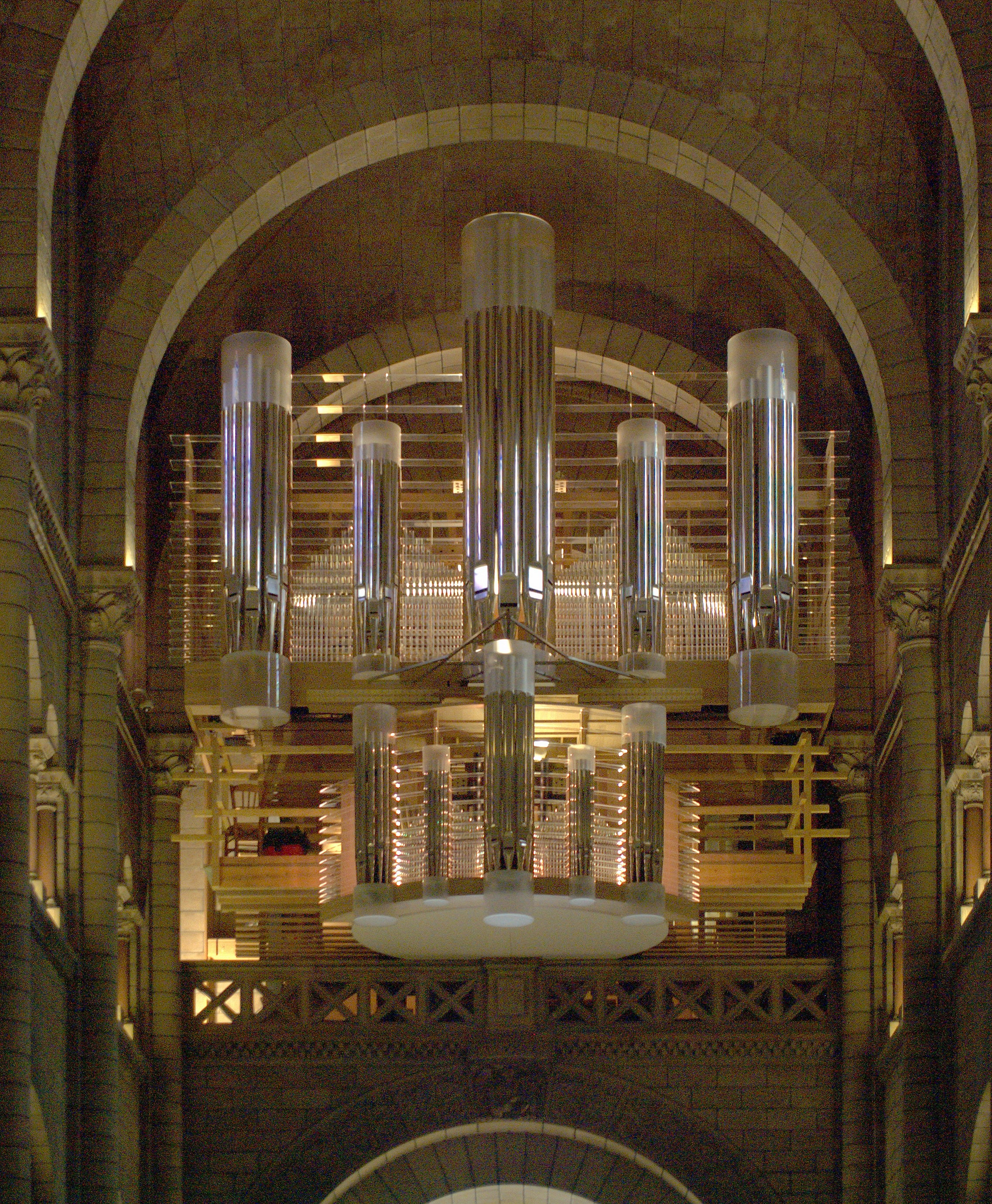
Орган
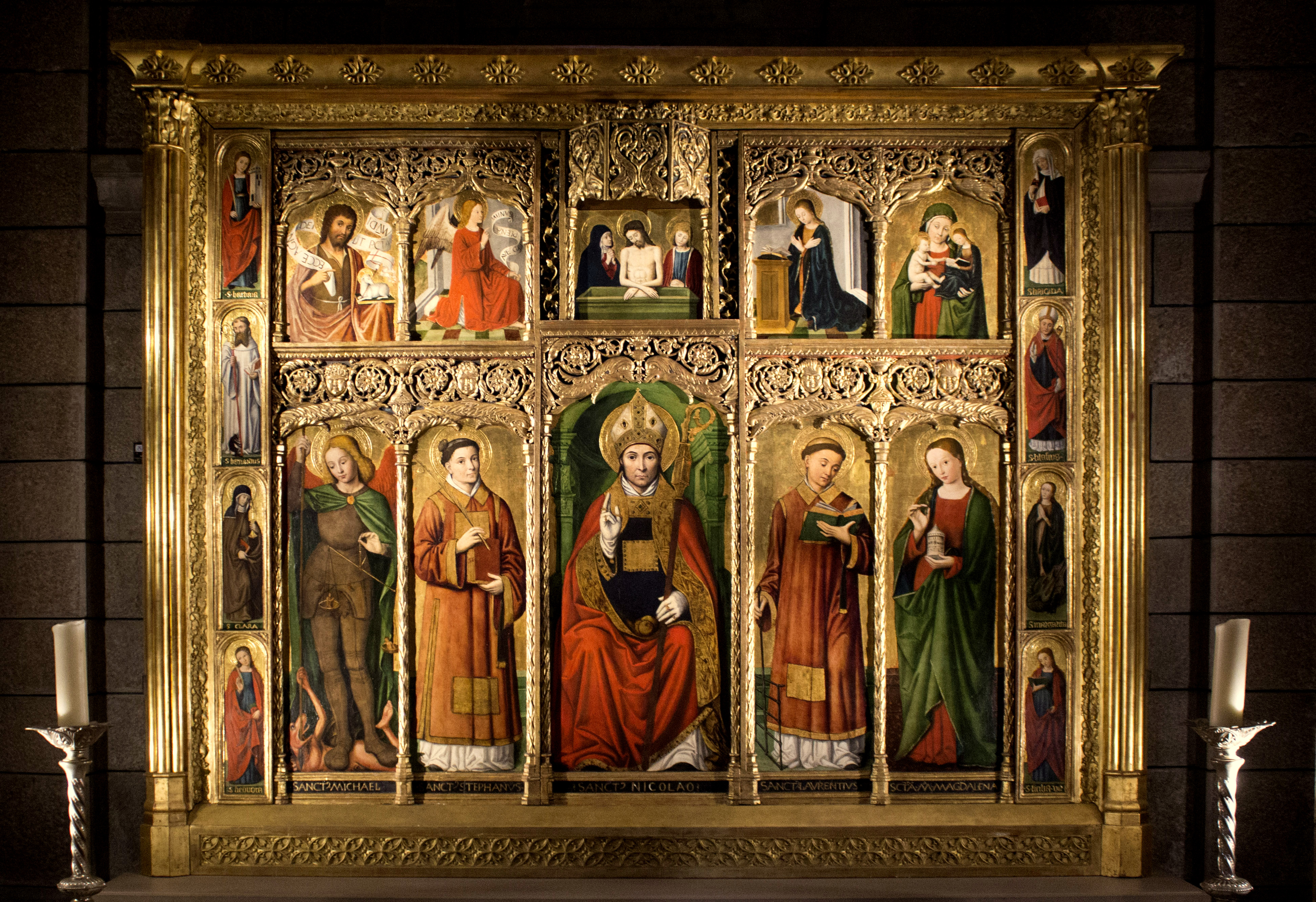
запрестольний образ St Nicolas - Ludovico Brea, 1500